# Liste des châteaux du Clackmannanshire

Situation du Clackmannanshire au sein de l'Écosse.

Cette liste recense les principaux châteaux du council area du Clackmannanshire en Écosse.
| Nom                  | Type              | Date        | Condition                  | Propriétaire                | Localisation                             | Notes                                                    | Image |
| -------------------- | ----------------- | ----------- | -------------------------- | --------------------------- | ---------------------------------------- | -------------------------------------------------------- | ----- |
| Tour d'Alloa         | Maison-tour       | XIVe siècle | Conservé                   | National Trust for Scotland | Alloa, 56° 06′ 46″ N, 3° 47′ 20″ O       | Classé en catégorie A                                    |       |
| Château de Broomhall | Maison baronniale | 1874        | Transformé en hôtel        | Privé                       | Menstrie, 56° 09′ 12″ N, 3° 50′ 44″ O    |                                                          |       |
| Tour de Clackmannan  | Maison-tour       | XIVe siècle | En ruines                  | Historic Scotland           | Clackmannan, 56° 06′ 28″ N, 3° 45′ 35″ O | Classé en catégorie A                                    |       |
| Château Campbell     | Courtyard castle  | XVe siècle  | En ruines                  | Historic Scotland           | Dollar, 56° 10′ 28″ N, 3° 40′ 27″ O      | Classé en catégorie A. Également nommé château de Gloom. |       |
| Château de Menstrie  | Maison-tour       | XVIe siècle | Transformé en appartements | Privé                       | Menstrie, 56° 08′ 58″ N, 3° 51′ 13″ O    | Classé en catégorie A.                                   |       |